# Imm cologne

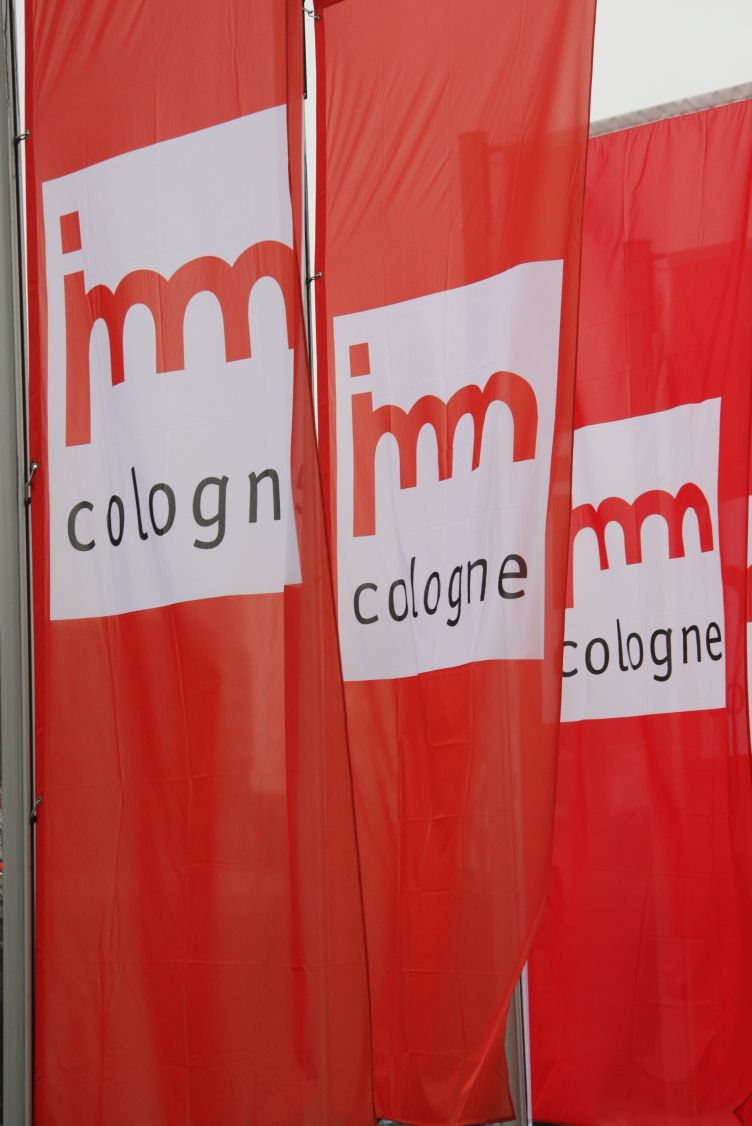
Flaggen der imm cologne (Foto: 2010)

Die imm cologne (Abkürzung für Internationale Möbelmesse) in Köln ist eine Fachmesse für Möbel und Innenraumgestaltung. Veranstaltet und organisiert wird sie meist im Januar von der Koelnmesse in den eigenen Hallen, ideeller Träger ist der Verband der Deutschen Möbelindustrie.

## Geschichte
Die erste Kölner Möbelmesse der Nachkriegszeit fand im Frühjahr 1949 statt, zunächst ohne den Zusatz „International“; dieser wurde erst 1958 mit wachsender Ausstellungsfläche und zunehmend ausländischen Ausstellern hinzugefügt. Nach zwei aufeinanderfolgenden Jahren fand sie ab 1952 in zweijährigem Rhythmus statt. Seit 1983 findet die Möbelmesse jährlich statt, seit 2003 unter dem Markennamen imm cologne
Seit 1989 werden in Zusammenarbeit mit der Stadt Köln parallel zur Möbelmesse die über die ganze Stadt verteilten PASSAGEN, Interior Design Week Köln veranstaltet, die sich nach Aussage der Stadt zum „größten Design-Event in Europa“ entwickelt haben.
Seit 2011 findet alle zwei Jahre im Rahmen der imm cologne eine LivingKitchen genannte Spezialausstellung für die Hersteller von Küchenmöbeln, Einbaugeräten und Zubehör statt.